# Xanthorhoe divisa
Xanthorhoe divisa là một loài bướm đêm trong họ Geometridae.